# Idrissa Coulibaly
Idrissa Coulibaly (Bamako, 19 dicembre 1987) è un ex calciatore maliano, di ruolo difensore.

## Palmarès

### Club

#### Competizioni nazionali
- Campionato algerino: 1

JS Kabylie: 2007-2008
- Coppa d'Algeria: 1

JS Kabylie: 2010-2011
- Campionato tunisino: 1

Espérance: 2011-2012
- Qatar Crown Prince Cup: 1

Lekhwiya: 2013
- Campionato marocchino: 1

Raja Casablanca: 2012-2013